# Karin Lamberg-Skog
Karin Ingrid Lamberg-Skog (Uppsala, 17 gennaio 1961) è un'ex fondista svedese.

## Biografia
In Coppa del Mondo esordì nella gara inaugurale del 9 gennaio 1982 a Klingenthal (13ª) e ottenne il miglior risultato il 27 marzo 1988 a Rovaniemi (5ª).
In carriera prese parte a tre edizioni dei Giochi olimpici invernali, Lake Placid 1980 (17ª nella 5 km, 17ª nella 10 km, 6ª nella staffetta), Sarajevo 1984 (16ª nella 5 km, 18ª nella 10 km, 5ª nella staffetta) e Calgary 1988 (22ª nella 20 km, 6ª nella staffetta), e a due dei Campionati mondiali, vincendo una medaglia.

## Palmarès

### Mondiali
- 1 medaglia:
  - 1 bronzo (staffetta[1] a Oberstdorf 1987)

### Coppa del Mondo
- Miglior piazzamento in classifica generale: 18ª nel 1986